# 薬録
『薬録』は、古代支那の本草書である。
『隋志』隋書経籍志によると、桐君『薬録』三巻、梁に雲麾将軍徐滔『新集薬録』四巻、李讜の『薬録』六巻などの名が見られる。
また、後漢から三国時代にかけての書である『傷寒論』序文に薬録の名がみられる。『傷寒論』序文には、「感往昔之淪喪　傷横夭之莫救　乃勤求古訓　博采衆方　撰用『素問』　『九巻』　『八十一難』　『陰陽大論』　『胎臚』　『薬録』　　并　『平脈辨証』　為『傷寒雑病論』　合十六巻」と記載される。
これら歴代の『薬録』はそれぞれ同名異書と考えられる。
森立之による『傷寒論攷注』では『傷寒論』序文の薬録の部分について「今本の『金匱要略』の下巻の末に、「禽獣魚蟲禁忌并治」第二十四、「果実菜穀禁忌并治」第二十五の二篇がある。即ちこれが、薬録の遺文である」としている。
一方、この『傷寒論』序文の『胎臚』『薬録』の部分を胎臚薬録とつなげて読む説があるとする人もいる。